# Polytrichophora pollinosa
Polytrichophora pollinosa är en tvåvingeart som beskrevs av Ichiro Miyagi 1977. Polytrichophora pollinosa ingår i släktet Polytrichophora och familjen vattenflugor. Inga underarter finns listade i Catalogue of Life.